# Henri de Menthon (auteur)
Ne doit pas être confondu avec Henri de Menthon (homme politique).
Henri-François-Bernard de Menthon est un industriel et auteur dramatique français né le 28 novembre 1927 à Paris et mort le 3 mai 1995 à Suresnes.

## Biographie
Il a dirigé le théâtre des Mathurins de 1981 à 1984.

## Théâtre
- 1974 : Les Larbins, mise en scène Jean-Paul Cisife, théâtre du Lucernaire (21 décembre)
- 1976 : Le Partage du vide, mise en scène Gérard Croce, théâtre Campagne-Première (16 janvier)
- 1981 : L'Inscription, mise en scène Georges Werler, Gilles Retoré, théâtre de l'Est Parisien (17 novembre)